# Lương Tài (xã)
Lương Tài là một xã thuộc huyện Văn Lâm, tỉnh Hưng Yên, Việt Nam.

## Địa lý
Xã Lương Tài có vị trí địa lý:
- Phía Đông giáp xã Cẩm Hưng và xã Ngọc Liên, huyện Cẩm Giàng, tỉnh Hải Dương.
- Phía Tây giáp xã Việt Hưng.
- Phía Nam giáp xã Hòa Phong, xã Dương Quang và Phường Phan Đình Phùng, thị xã Mỹ Hào.
- Phía Bắc giáp xã Nghĩa Đạo, thị xã Thuận Thành, tỉnh Bắc Ninh.

Xã Lương Tài có diện tích 8,90 km², dân số năm 2019 là 9.075 người, mật độ dân số đạt 1.020 người/km².

## Hành chính
Xã Lương Tài được chia thành 9 thôn: Đông Trại, Khuốc Bến, Khuyến Thiện, Lương Tài, Mậu Lương, Nghi Lương, Nhật Tảo, Phú Tân, Xuân Đào.

## Lịch sử
Trước đây, Lương Tài (còn có tên cũ là xã Tân Hưng ) là một xã thuộc huyện Mỹ Văn.
Ngày 24 tháng 7 năm 1999, Chính phủ ban hành Nghị định 60/1999/NĐ-CP về việc chia huyện Mỹ Văn thành 3 huyện: Mỹ Hào, Văn Lâm và Yên Mỹ. Xã Lương Tài trực thuộc huyện Văn Lâm.
Đến năm 2018, xã Lương Tài có 14 thôn: Tuấn Lương, Nghi Cốc, Mậu Lương, Phú Nhuận, Khuyến Thiện, Lương Tài, Bến, Đông Trại, Xuân Đào, Dinh Khuốc, Nhật Tảo A, Nhật Tảo C, Tân Ấp, Tân Xuân và 1 khu Phố Tài.
Ngày 6 tháng 12 năm 2019, Hội đồng Nhân dân tỉnh Hưng Yên ban hành Nghị quyết 246/NQ-HĐND về việc:
- Sáp nhập thôn Tân Xuân vào thôn Xuân Đào.
- Sáp nhập khu Phố Tài vào thôn Lương Tài.
- Sáp nhập hai thôn Tân Ấp và Phú Nhuận thành thôn Phú Tân.
- Sáp nhập hai thôn Nghi Cốc và Tuấn Lương thành thôn Nghi Lương.
- Sáp nhập hai thôn Dinh Khuốc và Bến thành thôn Khuốc Bến.
- Sáp nhập hai thôn Nhật Tảo A và Nhật Tảo C thành thôn Nhật Tảo.